# Utrensning
Utrensning (finska: Puhdistus) är en roman från 2008 av den finska författaren Sofi Oksanen. Det är Oksanens tredje roman. Den översattes till svenska 2010 av Janina Orlov.
Med romanen vann Oksanen Finlandiapriset 2008, Kalevi Jäntti-priset 2008, Runebergspriset 2009 och Nordiska rådets litteraturpris 2010. Boken har sålts till över tjugo länder, legat på topplistorna i Sverige, Norge och Danmark, och även varit framgångsrik i USA. Utrensning sändes som radioföljetong i Sveriges Radio under 2010 och sattes upp på Stockholms stadsteater 2011. Filmatiseringen Utrensning i regi av Antti Jokinen hade premiär 2012.

## Handling
Handlingen utspelas 1992 i Estland. Den gamla kvinnan Aliide hittar en dag en ung flicka på flykt i sin trädgård. Hon heter Zara och visar sig vara dotterdotter till Aliides syster. Mötet leder till att Aliide börjar blicka tillbaka på sitt eget och sitt lands öde under de tyska och sovjetiska ockupationsåren.  